# Frode Loftesnes
Frode Loftesnes (* 21. Juli 1973 in Bergen) ist ein ehemaliger norwegischer Basketballspieler.

## Leben
Loftesnes verließ 1993 sein Heimatland, um in den Vereinigten Staaten Leistungssport und Studium zu kombinieren. Er tat dies am Rollins College im Bundesstaat Florida. Er spielte bis 1997 für Rollins’ Basketballmannschaft in der zweiten NCAA-Division. Der Norweger schlug anschließend eine Profilaufbahn ein, spielte in der Saison 1997/98 für die Solna Vikings in Schweden und 1998/99 für den UBC Mattersburg in Österreich.
1999 wechselte der 2,08 Meter große Innenspieler von der österreichischen in die deutsche Bundesliga zu TSK Universa Bamberg. In Bamberg war er mit 11,1 Punkten pro Begegnung Leistungsträger, verließ die Mannschaft nach einem Spieljahr aber zunächst wieder und stand in der Saison 2000/01 zunächst in Diensten des griechischen Zweitligisten Larissa, dann des italienischen A2-Vereins Popolare Ragusa, ehe er nach Bamberg zurückkehrte und dort bis zum Ende des Spieljahres 2000/01 im Durchschnitt 5,8 Punkte pro Partie erzielte.
Loftesnes setzte seine Karriere in Frankreich fort, trainierte im Herbst 2001 beim französischen Erstligisten Cholet Basket mit, erhielt aber keinen Vertrag und wechselte zum Zweitligisten Besançon Basket, wo er kurzfristig spielte, ehe er für die Ulriken Eagles in seinem Heimatland Norwegen auflief. Anschließend verstärkte er ebenfalls in Norwegen die Frøya Ambassadors. In der Saison 2003/04 erzielte er im Durchschnitt 22,2 Punkte sowie 12,7 Rebounds je Begegnung und wurde vom Basketballnachrichtenanbieter eurobasket.com zum Center des Jahres der norwegischen Liga gekürt. Im Sommer 2004 und 2005 meldeten norwegische Zeitungen, die Frøya Ambassadors schuldeten Loftesnes aufgrund wirtschaftlicher Schwierigkeiten mehrere zehntausend Kronen.

### Nationalmannschaft
Loftesnes nahm mit Norwegens Nationalmannschaft an EM-Ausscheidungsrunden teil.